# Ibrahim Somé
Ibrahim Somé Salombo (Kinshasa, 24 mei 1988) is een Congolese voetballer (aanvaller). Hij tekende in juli 2013 een contract bij RWDM Brussels FC. Hij speelde voorheen onder meer bij Inter Club Brazzaville, Ajax Cape Town, FC Brussels, FK Bežanija, KSC Lokeren en Rode Ster Belgrado.
De spits kwam transfervrij over naar FCV Dender van het in geldnood verkerende Rode Ster Belgrado. In de zomer van 2010 vertrok hij naar het Luxemburgse F91 Dudelange.
Ibrahim Somé ondertekende op 9 januari 2014 een contract dat hem voor het einde van het seizoen uitleent aan STVV. In het seizoen 2015/16 speelde hij voor White Star Brussel waarmee hij kampioen werd in de Tweede klasse.

## Statistieken
| seizoen | club                   | land              | competitie            | wed. | goals |
| ------- | ---------------------- | ----------------- | --------------------- | ---- | ----- |
| ?/04    | Inter Club Brazzaville | Congo-Brazzaville | Premier League        | ?    | ?     |
| 2004/06 | Ajax Cape Town         | Zuid-Afrika       | Premier Soccer League | ?    | ?     |
| 2006/07 | Inter Club Brazzaville | Congo-Brazzaville | Premier League        | ?    | ?     |
| 2006/07 | FC Brussels U19        | België            | Eerste klasse         | 0    | 0     |
| 2007/08 | KSC Lokeren            | België            | Eerste klasse         | 3    | 0     |
| 2007/08 | FK Bežanija            | Servië            | Superliga             | 11   | 4     |
| 2008/09 | Rode Ster Belgrado     | Servië            | Superliga             | 17   | 3     |
| 2009/10 | FCV Dender             | België            | Tweede klasse         | 23   | 6     |
| 2010/11 | F91 Dudelange          | Luxemburg         | Nationaldivisioun     | 13   | 7     |
| 2011/12 | La Louvière Centre     | België            | Derde Klasse B        | 24   | 13    |
| 2012/13 | La Louvière Centre     | België            | Derde Klasse B        | 18   | 6     |
| 2013/14 | RWDM Brussels          | België            | Tweede klasse         | 15   | 8     |
| 2013/14 | Sint-Truidense VV      | België            | Tweede klasse         | 8    | 2     |
| 2014/15 | Oud-Heverlee Leuven    | België            | Tweede klasse         | 27   | 5     |
| 2015/16 | White Star Brussel     | België            | Tweede klasse         | 16   | 4     |
|         |                        |                   | Totaal                | 175  | 58    |